# Bobby Baksi
Bobby Berken Baksi, född 7 november 1979 i Ankara i Turkiet, är en svensk TV-producent och journalist inom sport och arbetar som projektledare för SVT Sport. Baksi har tidigare i karriären varit redaktör  för några av de största direktsända sportevenemangen i Sverige som Fotbolls-VM 2018, Fotbolls-EM 2016 och Vinterstudion.
Baksi har kurdisk bakgrund och är brorson till författaren Mahmut Baksi samt kusin till debattören Kurdo Baksi och politikern Nalin Pekgül.